# Monchel-sur-Canche
Monchel-sur-Canche è un comune francese di 78 abitanti situato nel dipartimento del Passo di Calais nella regione dell'Alta Francia.

## Società

### Evoluzione demografica
Abitanti censiti